# Höglwörth

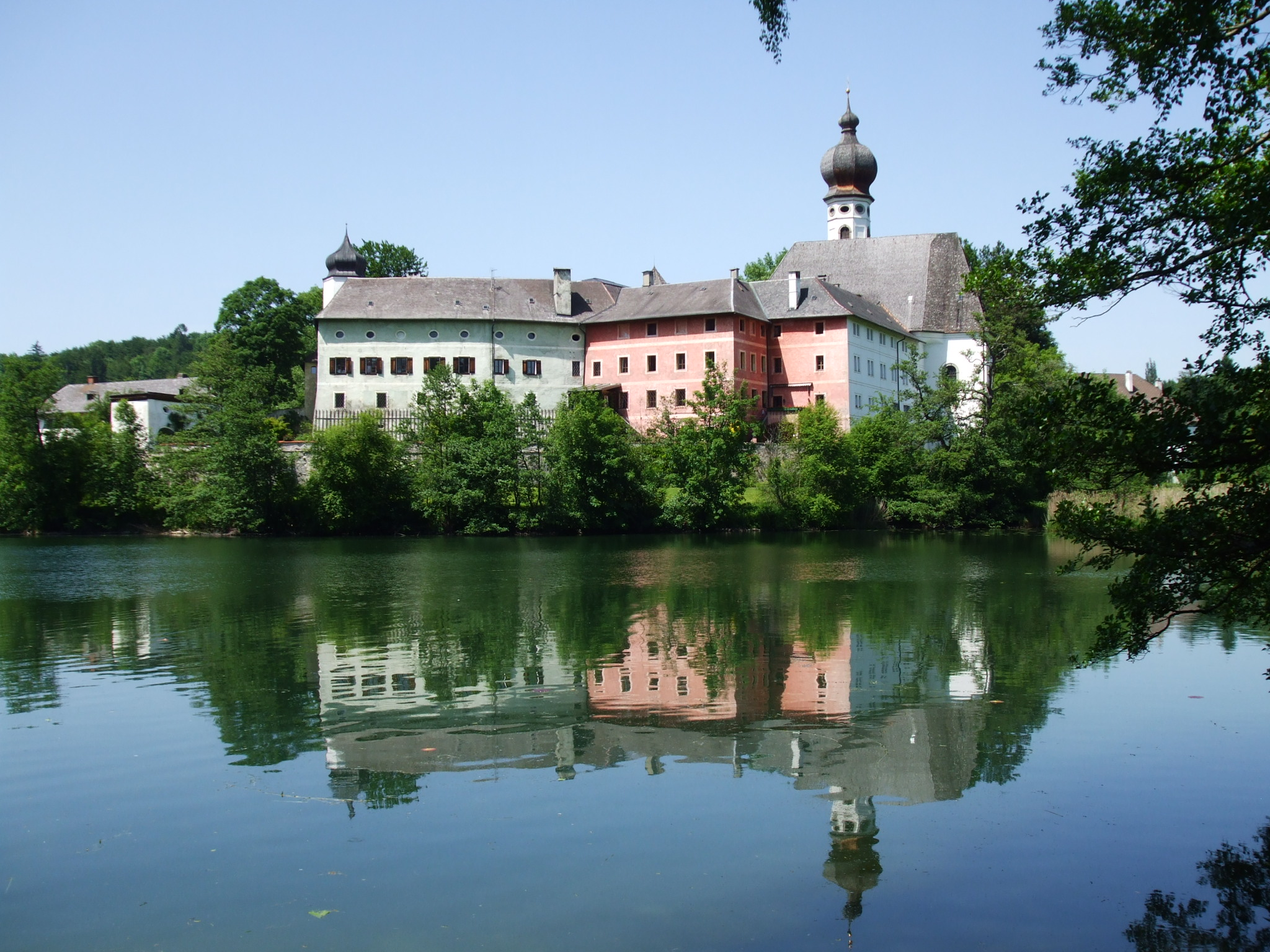
Kloster Höglwörth

Höglwörth ist ein Gemeindeteil der Gemeinde Anger im Rupertiwinkel im oberbayerischen Landkreis Berchtesgadener Land. Zur Volkszählung am 25. Mai 1987 wurden in dem als Kirchdorf typisierten Gemeindeteil 168 Einwohner nachgewiesen, in 45 Gebäuden mit Wohnraum bzw. 61 Wohnungen.

## Geschichte
Die Geschichte des Orts ist eng verbunden mit dem Augustiner-Chorherrenstift Höglwörth auf der ebenfalls den Namen Höglwörth tragenden Halbinsel bzw. früheren Insel im Höglwörther See, dessen Gründung zwischen 1122 und 1129 angenommen wird. Der Ort war bis 1803 Teil des Erzstifts Salzburg und kam endgültig 1816 zum Königreich Bayern. 1817 wurde das Augustiner-Chorherrenstift Höglwörth aufgehoben. 1818 kam der Ort zur Gemeinde Stoißberg, die 1937 in Anger umbenannt wurde.
Vor der Verlandung im Osten war die heutige Halbinsel eine Insel, (Wörth ist ein altes Wort für Insel), wie auch noch auf der Flurkarte aus dem 19. Jahrhundert zu sehen ist.

## Sehenswürdigkeiten

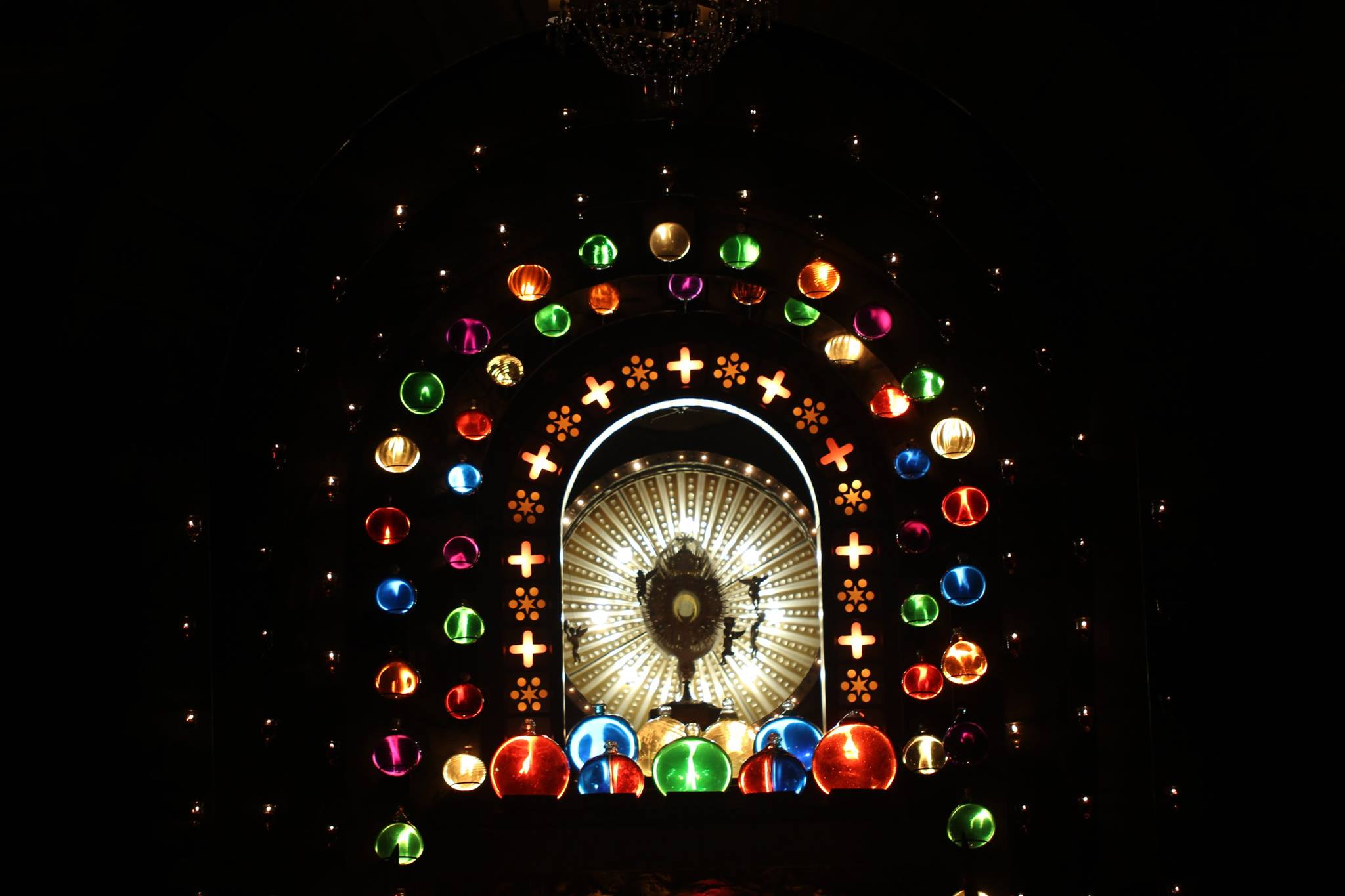
Heiliges Grab 2017

- Ehemalige Augustinerchorherrenstiftskirche St. Peter und Paul (1689 geweiht)
- Das Heilige Grab: Es wird im Turnus von 3 Jahren aufgebaut. Das nächste mal ist es 2026 zu sehen. Auf Grund von Renovierungsarbeiten und die in diesem Zusammenhang aufgetretenen Sicherheitsproblemen[5] wurde der Aufbau des Heiligen Grabes für 2016 abgesagt und auf 2017 verschoben[6]. Ebenso wurde der Aufbau des Hl. Grabes 2020 wegen der Coronavirus-Epidemie auf 2021 verschoben.[7] Für 2021 wurde der Aufbau des Hl. Grabes erneut wegen der andauernden COVID-19-Pandemie abgesagt. Als nächsten Termin peilt der "Verein zum Erhalt des Heiligen Grabes von Höglwörth" nicht 2022 an, sondern 2023, um nicht mit dem vierjährigen Turnus der Präsentation des Hl. Grabes in Aschau zu kollidieren. Die letzte Aufstellung erfolgte zum Osterfest 2023.[8]

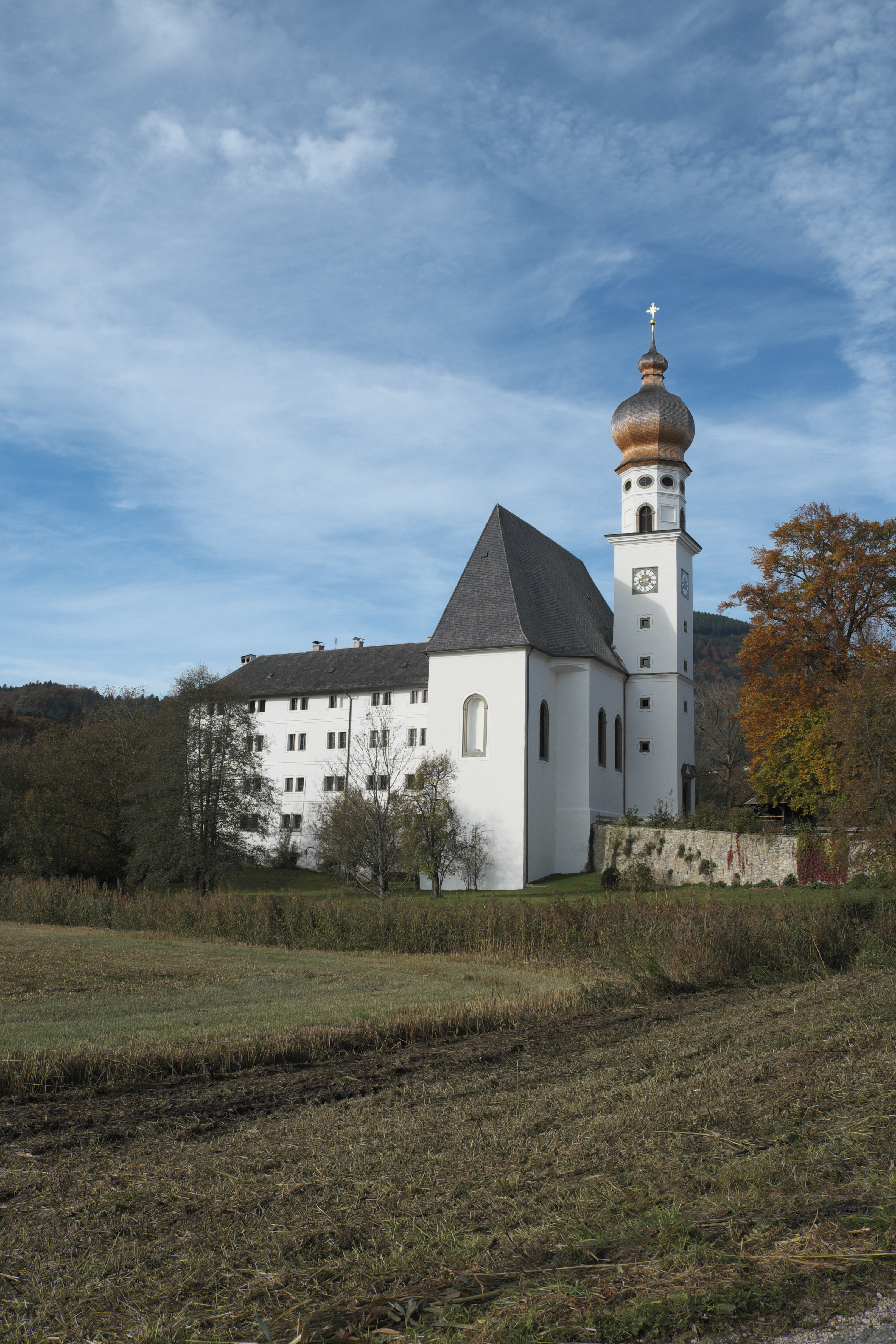
Ehemalige Augustinerchorherrenstiftskirche St. Peter und Paul
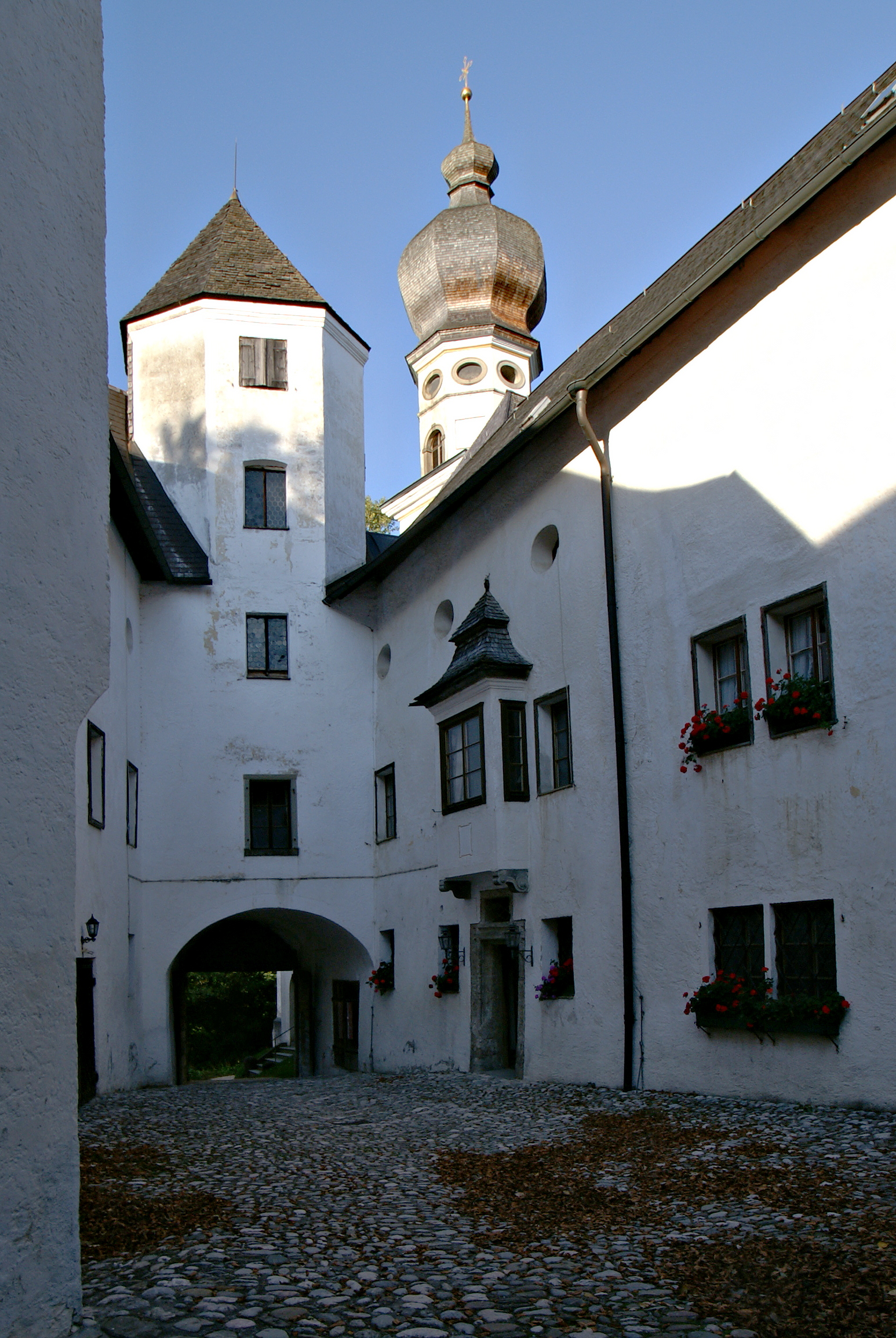
Innenhof und Kirche
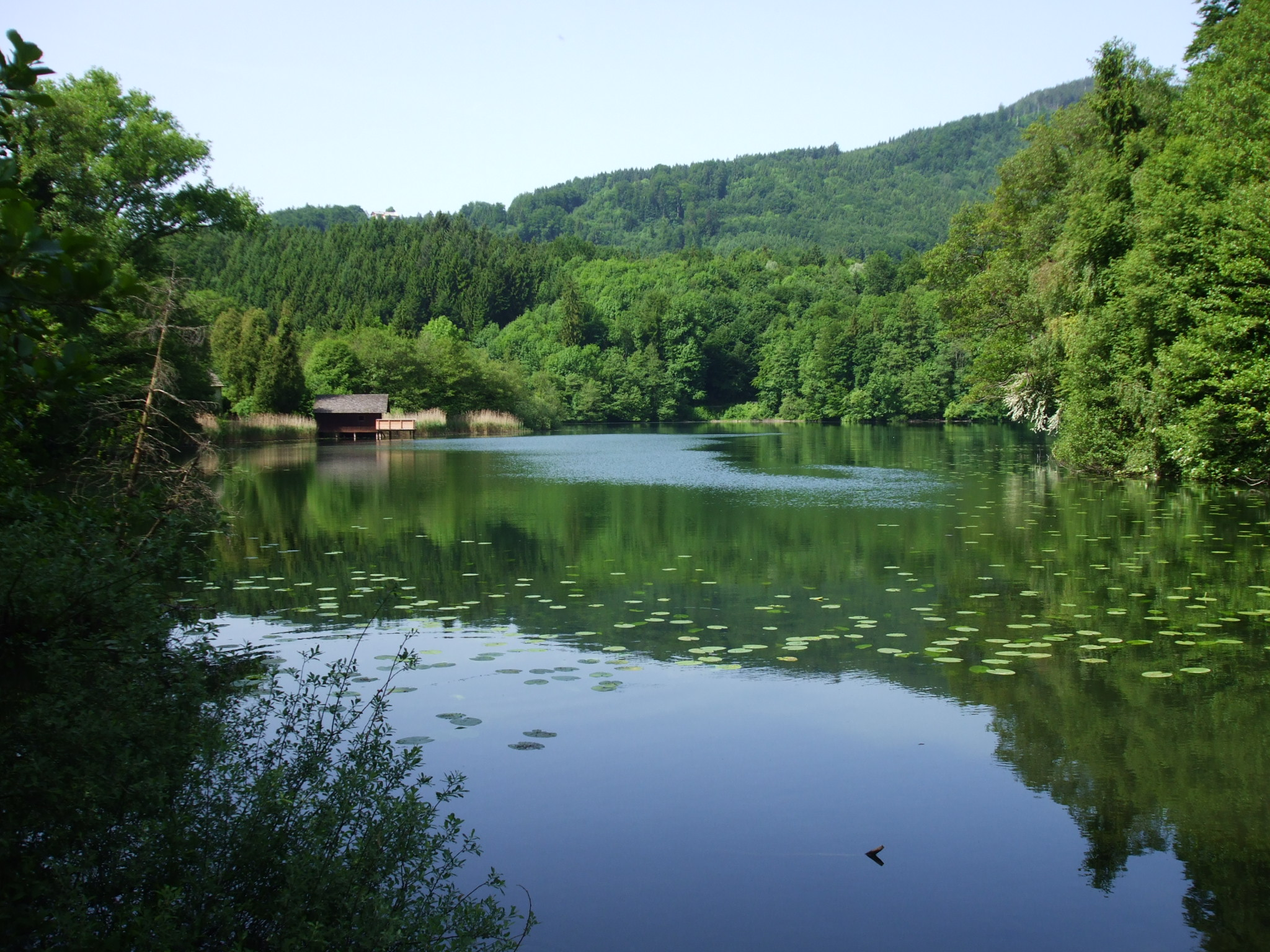
Höglwörther See